# Marianne Dickerson
Marianne Dickerson (St. Joseph, 14 novembre 1960 – 14 ottobre 2015) è stata una maratoneta statunitense.

## Palmarès

### Mondiali
- 1 medaglia:
  - 1 argento (Helsinki 1983 nella maratona)